# Zentraler Omnibusbahnhof Bad Oeynhausen
Der Zentrale Omnibusbahnhof Bad Oeynhausen (kurz: ZOB Bad Oeynhausen), oder auch ZOB Salzhof genannt, ist der Busbahnhof der Stadt Bad Oeynhausen im Kreis Minden-Lübbecke in Nordrhein-Westfalen. Fußläufig 200 Meter entfernt des Zentralen Omnibusbahnhofs befindet sich der Bahnhof Bad Oeynhausen.
Seit dem 1. September 2023 ist der ZOB wegen des Neubaus der Straßenunterführung an der Mindener Straße nicht bzw. nur eingeschränkt erreichbar, der ZOB wurde für voraussichtlich zwei Jahre an einem neuen Standort am Parkhaus Sültebusch provisorisch verlegt.

## Geschichte
Seit Mitte 2019 gibt es eine Untersuchung im Ausschuss für Stadtentwicklung (ASE), ob der Zentrale Omnibusbahnhof in Bad Oeynhausen an einen neuen Standort verlegt werden soll. Diese Untersuchung wurde mittlerweile verworfen und der ZOB am alten Standort wird bis Ende 2025/Anfang 2026 saniert und umgebaut.
Im August 2019 wurde der Markenname der Stadtbuslinien in Bad Oeynhausen in „Der Oeynhauser“ umbenannt. Im Zusammenhang mit der Namensänderung wurden die alten Linienbezeichnungen (Hunderterziffer) abgeändert in „BO mit einer Ziffer“, außerdem wurden die Stadtbuslinien im Bad Oeynhauser Süden auf einen Halbstundentakt gebracht.
Im Weiteren wurden ab 1. August 2020 drei neue Stadtbuslinien im Bad Oeynhauser Norden ins Stadtbusnetz integriert; diese fahren ebenfalls zum Teil in einem Halbstundentakt.
Alle Bad Oeynhauser Stadtbuslinien haben seit dem 1. August 2020 neue Liniennummern bekommen (BO1-BO7).

## Bedienung
Der Zentrale Omnibusbahnhof ist ein wichtiger Verknüpfungspunkt des ÖPNVs und wird von Buslinien des gesamten Stadtverkehrs angesteuert sowie von einigen Buslinien des Regionalverkehrs.
Auch halten hier hin und wieder Fernbuslinien vom Unternehmen FlixBus am Bussteig 6.
Die Stadtbuslinien in Bad Oeynhausen werden seit dem 1. Dezember 2018 von der Teutoburger Wald Verkehr (kurz TWV), eine Marke der Transdev Ostwestfalen GmbH betrieben.
| Linie | Linienverlauf des Stadtverkehr in Bad Oeynhausen                                                                                            | Takt           | Betreiber                | Bussteig |
| ----- | --- | -------------- | ------------------------ | -------- |
| BO1   | ZOB Bad Oeynhausen – Werre-Park – Rehme | 30 min         | Teutoburger Wald Verkehr | 3        |
| BO1   | ZOB Bad Oeynhausen – Krankenhaus – Herzzentrum – Südstadt                                                                                   | 30 min         | Teutoburger Wald Verkehr | 3        |
| BO2   | ZOB Bad Oeynhausen – Krankenhaus – B.O.-Lohe                                                                                                | 30 min         | Teutoburger Wald Verkehr | 2        |
| BO3   | ZOB Bad Oeynhausen – SZ Süd – Kappenberg | 30 min         | Teutoburger Wald Verkehr | 3        |
| BO3   | ZOB Bad Oeynhausen – B.O.-Rehme – B.O.-Oberbecksen                                                                                          | 30 min         | Teutoburger Wald Verkehr | 3        |
| BO4   | ZOB Bad Oeynhausen – Werre-Park – B.O.-Dehme – B.O.-Bad Oexen – B.O.-Wöhren                                                                 | 60 min         | Teutoburger Wald Verkehr | 4        |
| BO5   | ZOB Bad Oeynhausen – Werre-Park – B.O.-Eidinghausen – B.O.-Volmerdingsen – Bergkirchen (– B.O.-Wulferdingsen)                               | 60 min         | Teutoburger Wald Verkehr | 4        |
| BO6   | ZOB Bad Oeynhausen – B.O.-Werste – B.O.-Wulferdingsen – Hille-Wallücke                                                                      | 30 min         | Teutoburger Wald Verkehr | 5        |
| BO7   | ZOB Bad Oeynhausen – Werre-Park – B.O.-Eidinghausen – B.O.-Bad Oexen – B.O.-Volmerdingsen                                                   | 60 min         | Teutoburger Wald Verkehr | 5        |
| Linie | Linienverlauf der Regionallinien | Takt           | Betreiber                | Bussteig |
| 430   | ZOB Bad Oeynhausen – Löhne-Gohfeld – Löhne – Löhne, E.-M.-Remarqueplatz/Bahnhof                                                             | 30 min         | Weser-Werre-Bus          | 2        |
| 438   | (ZOB Bad Oeynhausen –) Löhne-Gohfeld – Löhne, Wittel – Löhne, E.-M.-Remarqueplatz/Bahnhof                                                   | TaxiBus 60 min | Weser-Werre-Bus          | 5        |
| 461   | ZOB Bad Oeynhausen – B.O-Eidinghausen – B.O.-Dehme – PW-Barkhausen – Johannes Wesling Klinikum – ZOB Minden                                 | 60 min         | Teutoburger Wald Verkehr | 4        |
| 613   | ZOB Bad Oeynhausen – B.O.-Eidinghausen – B.O.-Volmerdingsen – Bergkirchen – Hille-Rothenuffeln (– MI-Haddenhausen) – MI-Dützen – ZOB Minden | 60 min         | Teutoburger Wald Verkehr | 4        |
| 614   | ZOB Bad Oeynhausen – B.O.-Werste – B.O.-Wulferdingsen – Schnathorst – Hüllhorst                                                             | 60 min         | MKB-Mühlenkreisbus       | 5        |